# Michal Janovský (malíř)
Michal Janovský (* 7. prosince 1984 Česká Lípa) je český malíř. Vystudoval Střední umělecko-průmyslovou školu sklářskou (2000-2004) a Vyšší odbornou školu sklářskou v Novém Boru (2004–2007).
Jeho první výtvarné práce byly prováděny technikou pastelu. Tento impuls vznikl náhodně, když sadu pastelů dostal darem od manželky. Pastel se stal po léta Janovského dominantním vyjadřovacím prostředkem, v roce 2018 vydal učebnici Suchý pastel - Portréty. Tuto techniku začal i vyučovat v jím vedených kurzech.  Účast na nich nasměrovala na výtvarnou dráhu i jiné umělce.
Po přechodu na olejomalbu začal i tuto techniku vyučovat na kurzech. Jeho práce charakterizují rozměrná plátna, originální nápady a mix dovednosti starých Mistrů s místy až surrealistickými nápady, vypracovanými do nejmenšího detailu. Jeho práce obsahují také prvky symbolismu, naturalismu i osobitého romantismu.
Od roku 2010 Michal Janovský obnovuje drobné  sakrální památky v Českém Švýcarsku - podílel se např. na obnově křížové cesty v České Kamenici a Osečné, restauroval drobné památky v Jetřichovicích, Krásné Lípě, Kravařích, Volfarticích, Hřensku i jinde. V roce 2023 realizoval zakázku pro Jiráskovo divadlo v České Lípě. Jeho čtyři velká plátna představují čtyři roční období ve spojitosti s divadelními formami: hudební divadlo, činohra, loutkohra a balet.

## Ocenění
- 2015 - 1. místo za kresbu, hlavní cena: mezinárodní výstava ArtFest České Budějovice[8]
- 2016 - Hlavní cena: mezinárodní výstava ArtFest České Budějovice[9]

## Výstavy
- 2015 ArtFest (České Budějovice)
- 2016 ArtFest (České Budějovice)
- 2017 Kontrasty - Knupp Gallery (Praha)[10]
- 2016 Společná výstava - Schwarzenberský špítál (Lišov)[11]
- 2017 ArtFest (Praha)
- 2018 Divnotaje - galerie Knupp Gallery (Praha) [12]
- 2018 Šerosvět Michala Janovského - Vlastivědné muzeum a galerie v České Lípě (Česká Lípa)[13]
- 2020 Poutník šerosvitem - Double Tree by Hilton (Bratislava)[14]
- 2021 Out of the Dark - Galerie 1 (Praha)[15]
- 2022 Pod pokličkou - Galerie Kryštofa Lautnera (Mohelnice)[16]
- 2023 Magnum Pictura - Kulturní dům Krystal (Česká Lípa)[17]
- 2024 Proces - Městské muzeum a galerie Mariánské Lázně (Mariánské Lázně)[18]

## Zajímavosti
Již na konci základní školy byl pověřen vytvořit rozměrný obraz na stěnu učebny.
Jím namalovaný potrét Alice Coopera osobně převzal v roce 2014 sám zpěvák.
V roce 2020 byl na žádost Romana Holého autorem návrhu obalu alba Freedom of Sale  kapely Monkey Business.